# جوستين روبرتس
جوستين روبرتس (بالإنجليزية: Justine Roberts)‏ هي مهندسة بريطانية، ولدت في 11 أكتوبر 1967.